# Metafiktion
Metafiktion (griechisch μετά meta ‚nach‘, ‚danach‘ und lateinisch fictio ‚Gestaltung‘, ‚Erdichtung‘) ist eine Art der Fiktion in der Literatur, bei der ein Werk seinen eigenen fiktionalen Charakter bewusst thematisiert. Metafiktional sind selbstreflexive Aussagen und Elemente vor allem von Erzählungen, die nicht auf Inhaltliches als scheinbare Wirklichkeit zielen, sondern dem Leser oder Rezipienten die Textualität oder Fiktionalität des Werkes im Sinne von „Künstlichkeit“, „Gemachtheit“ oder „Erfundenheit“ und damit verbundene Phänomene bewusst machen.
Der seit Robert E. Scholes (1970) geläufige Terminus der Metafiktion hat weitgehend die älteren und zugleich engeren Begriffe der „self-conscious narration“ und der „Fiktionsironie“ ersetzt. Er wird zumeist auf fiktionales Erzählen beschränkt, gelegentlich jedoch auch im Zusammenhang mit dem Drama (vgl. J. Schlueter 1979) verwendet. Metatextuelle Phänomene in nicht-fiktionalem Erzählen werden teilweise auch als Vorkommen von „Metanarration“ bezeichnet, sofern G. Genettes Begrifflichkeit des „Metanarrativen“ und „Metadiégetischen“ (1972) nicht ausschließlich auf „embedded stories“ bezogen wird.
Dementsprechend steht Metafiktionalität im Gegensatz zu literarischen Werken, die versuchen, den Leser die Fiktionalität des Werkes vergessen zu machen. Sie beinhaltet gewöhnlich Ironie und ist selbstreflektierend. In gewisser Hinsicht kann sie mit epischem Theater verglichen werden; dieses lässt das Publikum nicht vergessen, dass es ein Theaterstück sieht, wie Metafiktion den Leser nicht vergessen lässt, dass er ein fiktives Werk liest. Der Begriff geht auf den amerikanischen Schriftsteller William H. Gass zurück, der ihn in seinem Aufsatz Philosophy and the Form of Fiction das erste Mal erwähnte.

## Definition
Erst in den frühen 1980er Jahren wurde Metafiktion in der Literaturwissenschaft vereinzelt thematisiert. Patricia Waugh veröffentlichte die erste Gesamtdarstellung zur metafiktionalen Literatur und etablierte somit den Begriff. Sie definiert eine metafiktionale Erzählweise wie folgt: "the construction of a fictional illusion (as in traditional realism) and the laying bare of that illusion". Es geht also um Literatur, die ihren eigenen Illusionencharakter bewusst offenlegt. Für Waugh ist weiterhin von Bedeutung, dass durch metafiktionale Erzählweise nicht nur die Beschaffenheit der Fiktion reflektiert wird, sondern ebenso im Sinne des Konstruktivismus auf die Konstruktion von Realität hingewiesen wird. Es wird also stets auch die Frage nach dem Verhältnis von Kunst und Realität gestellt. Sie unterscheidet dabei im Wesentlichen zwei Formen metafiktionaler Literatur:
1. self-conscious literature: Der Autor reflektiert über die Konstruktion des eigenen Romans oder verweist auf andere Werke seiner selbst.
2. Spiegelung an einem fremden Text: Im Sinne der Intertextualität wird auf ein anderes Werk verwiesen, um aufzuzeigen, dass Literatur selbst wiederum aus Literatur geschaffen ist.
Ein anderes Standardwerk, in dem Metafiktion als fiction about fiction definiert wird, also als Thematisierung von Literatur in der Literatur, stammt von Linda Hutcheon. Auch sie unterscheidet grob zwei Ebenen, die sie diegetische und linguistische Metafiktion nennt. Bei der diegetischen Metafiktion wird der Leser direkt angesprochen oder ein literarisches Genre parodiert, und bei der linguistischen Metafiktion finden sich auf sprachlicher Ebene, z. B. durch Wortspiele, auch Hinweise auf die Konstruktion von Sprache.

## Beispiele
Metafiktion wird primär mit postmoderner Literatur in Verbindung gebracht, kann aber bereits in Werken wie Miguel de Cervantes’ Don Quijote und Geoffrey Chaucers Canterbury Tales gefunden werden. Bahnbrechend für die Popularisierung von Metafiktion war das Werk von Jorge Luis Borges. In den frühen 1960er Jahren folgten Autoren wie John Barth, Robert Coover, William H. Gass und Vladimir Nabokov. Klassische Beispiele der Zeit beinhalten Barths Lost in the Funhouse, Coovers The Babysitter und The Magic Poker sowie Gass’ Willie Master’s Lonesome Wife.
Ein jüngeres Beispiel aus der deutschsprachigen Literatur ist die sog. Mythenmetzsche Abschweifung in Walter Moers’ Roman Ensel und Krete (2000). Der Roman Die Kluft (2007) von Doris Lessing verbindet mehrere metafiktionale Kunstgriffe miteinander, insofern in diesem Werk ein Ich-Erzähler porträtiert wird, der in der Rolle eines Historikers kommentiert, was er wie tut, während er vorgibt, einen Ursprungsmythos zu erzählen.
Einige gebräuchliche Kunstgriffe der Metafiktion sind:
- ein Roman über jemanden, der einen Roman schreibt
- ein Roman über jemanden, der einen Roman liest
- eine Geschichte, die die speziellen Gepflogenheiten von Geschichten behandelt, etwa Titel, Konstruktion der Absätze oder Handlungsschema
- ein nichtlinearer Roman, welcher in anderer Reihenfolge als von Anfang zum Ende gelesen werden kann
- erzählende Fußnoten, die die Geschichte fortführen, während sie sie kommentieren
- ein Roman, in der der Autor eine der Figuren ist
- eine Geschichte, die des Lesers Reaktion zur Geschichte vorausahnt
- Figuren, die Dinge tun, weil sie diese Aktionen von anderen Figuren in einer Geschichte erwarten würden
- Figuren, die Bewusstsein darüber ausdrücken, dass sie Teil eines fiktiven Werks sind
- die Mise en abyme

Metafiktion kann entweder für einen kurzen Moment in einer Geschichte eine Rolle spielen, etwa wenn „Roger“ in Roger Zelaznys Die Chroniken von Amber auftritt oder Frodo Beutlin als Hauptautor des Herrn der Ringe geschildert wird, oder auch das zentrale Thema des Werks sein, wie etwa in Leben und Ansichten von Tristram Shandy, Gentleman von Laurence Sterne, Diderots Jacques der Fatalist und sein Herr oder in Auf Schwimmen-zwei-Vögel von Flann O’Brien. Außerdem kann bei den Texten unterschieden werden, ob es eine reale Welt außerhalb des Textes gibt oder nicht. Bei Jorge Luis Borges z. B. bleibt dies zweifelhaft.
Eine seit den 1960er Jahren sehr populäre Spielart ist die historiografische Metafiktion, für die eine Bearbeitung des historischen Romans mit metafiktionalen Mitteln charakteristisch ist.
Die Literaturwissenschaft bezeichnet Autoren als metafiktionale Schriftsteller, wenn ihr Gesamtwerk von metafiktionalen Elementen dominiert wird. Beispiele hierfür sind John Irving, Italo Calvino oder Walter Moers.

## Metafiktion im Drama
Außer in Romanen gibt es Beispiele der Selbstreferenzialität auch in der dramatischen Literatur, z. B. in Woody Allens Einakter Gott (God). Der genreübergreifende Charakter liegt auch der These von Waugh (1984: 5) zugrunde:
"[...] although the term 'metafiction' might be new, the practice is as old (if not older) than the novel itself."

## Metafiktion im Film
Metafiktion findet sich nicht nur in der Belletristik, sondern auch in Film- oder Fernseh-Drehbüchern, z. B. in Kinofilmen wie Charlie Kaufmans Adaption. oder in TV-Serien wie Scrubs – Die Anfänger, wenn dort andere Serien explizit als Fiktion charakterisiert werden. Weitere Filme, in denen Metafiktion verwendet wird, sind Matrix Resurrections, Ferris macht blau, die TV-Serie Malcolm mittendrin oder – in Zügen – die Serie Boston Legal. Auch in den Werken von David Lynch, insbesondere in Inland Empire, lässt sich durch die direkte Thematisierung der Filmproduktion eine Art der Metafiktion erkennen, da sich die Gemachtheit des Films durch die komplex verzahnte, metafiktionale Verschachtelung der Handlung und ihrer Charaktere selbst offenbart.
Metafiktion ist aufgrund der für den Zuschauer transparenten intertextuellen Bezüge auch ein ureigenes Merkmal der Parodie und in abgeschwächter Form auch der Hommage oder der Satire. In jüngster Zeit weisen besonders neuere Animationsserien für Erwachsene wie Family Guy, South Park oder American Dad einen hohen Grad von metafiktiven Elementen, Selbstreferenzialität sowie -reflexion, In-Kontext-Thematisierung von Filmklischees und einer Bewusstheit vom eigenen Medium und seinen Gesetzen auf.

## Metafiktion im Comic
Auch in einigen Comics lassen sich metafiktive Elemente finden. Etwa bei japanischen Mangaka wie Osamu Tezuka nimmt metafiktiver Selbstbezug eine zentrale Rolle im Werk ein. Sein Schaffen ist von einem komplexen System aus Charakteren geprägt. Zum Beispiel findet sich die bekannte Figur des Roboters Astro Boy in mehreren Comics außerhalb der Serie in jeweils anderer Rolle wieder, so ist er in Black Jack als normaler Junge zu sehen. In Anspielung auf die Praxis des klassischen Hollywood-Kinos, ausgewählte Schauspieler als Stars für ein bestimmtes Rollenfach aufzubauen, bezeichnete er dies als Starsystem. Besonders im Frühwerk spielt Tezuka mit den Eigenschaften seines Mediums, indem er seine Figuren die Panels durchbrechen lässt oder seinen Figuren gelegentlich bewusst sein lässt, dass sie Comicfiguren sind. Er selbst hat ebenso Auftritte in seinen eigenen Comics; entweder als fiktionalisierte Version von sich selbst oder als Teil des Starsystems.

## Metafiktion in der Musik
Eminem gilt wegen seines permanenten Rollenwechsels als metafiktionaler Musiker. Auch in dem Lied Ich liebe dir der Gruppe J.B.O. wird ein metafiktionales Verfahren genutzt, wenn plötzlich einer der Gitarristen aufhört sein Instrument zu spielen und eine Tischtennispartie beginnt.

## Funktionen von Metafiktionalität
Die Metafiktion hat vielfältige Funktionen, die sich nicht allein auf das Unterminieren und das Außerkraftsetzen der Sinn- oder Glaubhaftigkeit des Erzählten beschränken lassen und auch nicht, trotz der häufig rational-distanzierenden Wirkung, ausschließlich als Illusionsdurchbrechung begriffen werden können. Metafiktion kann ebenso poetologische Reflexionsräume erzeugen oder ästhetische Selbst- oder Fremdkommentierungen darbieten oder aber Verstehenshilfen bereitstellen, beispielsweise bei innovativen Werken. Gleichermaßen kann die Metafiktion dazu beitragen, das Erzählte oder den Erzähler zu feiern, oder auch dazu beisteuern, die Möglichkeiten des literarischen Mediums spielerisch auszuloten.